# 571 Dulcinea
571 Dulcinea
571 Dulcinea là một tiểu hành tinh ở vành đai chính. Nó được xếp loại tiểu hành tinh kiểu R.
Tiểu hành tinh này do Paul Götz phát hiện ngày 4.9.1905 ở Heidelberg và được đặt theo tên Dulcinea, nhân vật trong tiểu thuyết Don Quixote của Miguel de Cervantes